# Yavuzlar, Özalp
Yavuzlar là một xã thuộc thành phố Özalp, tỉnh Van, Thổ Nhĩ Kỳ. Dân số thời điểm năm 2011 là 474 người.